# Reinhard D. Schulz
Reinhard Dieter Schulz (* 22. Juli 1935 in Posen, Polen; † 1. Mai 2018) war ein deutscher Kinderradiologe und gilt als einer der Pioniere der pädiatrischen Ultraschalldiagnostik.

## Leben
Reinhard Schulz wuchs zusammen mit drei weiteren Brüdern in dem kleinen Ort Rakwitz südwestlich von Posen auf. 1945 floh die Familie zunächst nach Uelzen, wo er die Schule besuchte. Nach einem weiteren Umzug legte er 1956 in Hannover das Abitur ab. Sein Vater war Pfarrer und Kirchenmusiker und seine Mutter war Altistin. Obwohl er wie seine Brüder mit Musik groß geworden war, entschied er sich Medizin zu studieren. Nach dem Studium in Berlin, Göttingen und Freiburg legte er 1962 das Staatsexamen ab und promovierte 1963 mit der Dissertation: „Mitoseindex und Mitosephasenverteilung im Knochenmark bei akuter Leukämie“ an der FU Berlin. 1965 begann er eine Radiologieausbildung am Johanniter-Krankenhaus in Rheinhausen. Nach seinem Wechsel an die Universitätskinderklinik in Düsseldorf wurde er unter der Leitung von Gustav-Adolf von Harnack Facharzt für Kinderheilkunde und übernahm die Leitung des Funktionsbereiches Kinderradiologie. Schulz wechselte 1971 an die städtische Kinderklinik in Stuttgart, erlangte zusätzlich den radiologischen Facharzt und übernahm die Leitung der Kinderradiologie.
Nach Umstrukturierung der Stuttgarter Kliniken leitete er von 1979 bis zum Ende seiner Berufstätigkeit 1998 die Abteilung für Ultraschalldiagnostik und spezielle Radiologie des Radiologischen Instituts am Klinikum Stuttgart (Olgahospital).
Reinhard Schulz begann bereits 1975 mit der Ultraschalldiagnostik von Kindern. Ihm lagen die Lehre und die ärztliche Weiterbildung besonders am Herzen. Ab 1978 führte er über viele Jahre regelmäßig Ultraschallkurse durch, die von zahlreichen Kinderärzten, Kinderradiologen, Kinderchirurgen und Orthopäden besucht wurden. Er war federführender Herausgeber der Ausbildungsempfehlungen der Pädiatrischen Sektion der DEGUM. 1986 initiierte er das noch heute halbjährlich stattfindende Kinderradiologische 4-Länder-Treffen (Österreich, Ostfrankreich, Schweiz und Süddeutschland). Er war Ehrenmitglied der Gesellschaft Pädiatrische Radiologie.
Er gilt zusammen mit F. Niemann als Erstbeschreiber der kongenitalen Mikrogastrie.
Neben der Medizin war die Musik ein wesentlicher Teil seines Lebens. Nach Geige und Klavier kam er als 18-Jähriger zu seinem eigentlichen Instrument, der Querflöte. Zu seinen Lehrmeistern zählten: Aurèle Nicolet und Gustav Scheck in Freiburg und Gaby Pas-Van Riet [1] in Stuttgart. Ab 1967 war er 20 Jahre lang Mitglied im Orchester der deutschen Kinderärzte. 1979 gründete er das Ensemble Medici, das aus ihm und vier weiteren Mitgliedern dieses Orchesters bestand.
Nach seiner Pensionierung übersiedelte Schulz nach Bochum und rief dort die Kemnader Burgserenaden ins Leben.

## Schriften (Auswahl)

### Bücher und Buchbeiträge
- R. D. Schulz: Ultraschalluntersuchung. In: K.-D. Ebel, E. Willich (Hrsg.): Die Röntgenuntersuchung im Kindesalter. Technik und Indikation. 1979.
- mit E. R. Kirchberger: Pädiatrische Radiologie. In: E. Grundler, G. Seige (Hrsg.): Kinderheilkunde. 5. Auflage. 1980.
- R. D. Schulz: Ultraschalluntersuchung des Abdomens und der Weichteile. In: E. Grundler, G. Seige (Hrsg.): Kinderheilkunde. 5. Auflage. 1980.
- mit U. V. Willi: Atlas der Ultraschalldiagnostik beim Kind. 1990. (auch englische, italienische und spanische Ausgabe)
- R. D. Schulz: Spezielle Sonographie. In: G. Benz-Bohm (Hrsg.): RRR Kinderradiologie. 1997.

### Publikationen (Auswahl)
- R. D. Schulz, H. J. Steingrüber: Hyperventilationssyndrom. Kritische Bemerkungen zum Problem der Definition und Pathogenese. In: MoKI. 117(5), Mai 1969, S. 407–409.
- R. D. Schulz, F. Niemann: Kongenitale Mikrogastrie in Verbindung mit Skelettmissbildungen – ein neues Syndrom. In: Helv Paediatr Acta 1971; 26(2): 185-91
- R. D. Schulz, V. Stechele, K. H. Seitz, G. Rettenmaier, D. Weitzel, H. Mildenberger: Pancreatic pseudo-cyst in children: echographic and angiographic demonstration. In: Ann Radiol. (Paris). 21(2-3), Mar-Apr 1978, S. 173–178.
- R. D. Schulz, U. Willi: Ultraschalldiagnostik nach stumpfem Bauchtrauma im Kindesalter. In: Ultraschall Med. 4(3), Sep 1983, S. 154–159.
- R. D. Schulz, M. Zieger: The present standard of ultrasonography in newborn and young infant hips. In: Ann Radiol. (Paris). 29(8), 1986, S. 681–685.
- M. M. Zieger, U. Dörr, R. D. Schulz: Ultrasonography of hip joint effusions. In: Skeletal Radiol. 16(8), 1987, S. 607–611.
- M. Zieger, U. Dörr, R. D. Schulz: Pediatric spinal sonography. Part II: Malformations and mass lesions. In: Pediatr Radiol. 18(2), 1988, S. 105–111.
- R. D. Schulz, J. Tröger, E. Leidig, F. Staudt, H. Hahn, W. Brosi: Pädiatrische Sonographie. Ausbildungsempfehlungen der Pädiatrischen Sektion der DEGUM. 1. Ausgabe (1986),
- Ausbildungsanforderungen 2. Ausgabe (1991)